# Dorothée Van Den Berghe
Dorothée Van Den Berghe, née le 28 novembre 1969 à Gand, est une réalisatrice et scénariste belge.

## Biographie
Elle a étudié de 1988 à 1990 à la KASK (Koninklijke Academie voor Schone Kunsten) à Anvers et à la Hogeschool Sint-Lukas Brussel à Bruxelles.

## Filmographie

### Comme réalisatrice
Longs métrages
- 2002 : Meisje
- 2009 : My Queen Karo

Courts métrages
- 1994 : Bekentenissen
- 1994 : Rue verte
- 1998 : BXL Minuit
- 2006 : Kroeskop
- 2007 : Zoë

Télévision
- 1995 : Keer uw boot en bid
- 1999 : Het achterland

### Comme assistante-réalisatrice
- 1993 : Republiek
- 1998 : To Speak

### Comme scénariste
- 1995 : Keer uw boot en bid
- 2002 : Meisje
- 2009 : My Queen Karo

### Comme actrice
- 1992 : Kiekeboe: Het witte bloed